# Posição de Philidor
A Posição de Philidor se refere a um importante estudo de finais em partidas de xadrez que ilustram uma técnica de empate, quando o defensor tem o Rei e uma torre contra o Rei, uma torre e um peão adversários.  Também é conhecida como Defesa da Terceira Fila, por causa da importância da torre na terceira fila (linha) impedindo o avanço do Rei adversário.  Este estudo foi desenvolvido por François-André Danican Philidor em 1777.

## Posição de Philidor, torre e peão contra torre
|   | a                                                                               | b                                                                               | c                                                                               | d                                                                               | e                                                                               | f                                                                               | g                                                                               | h                                                                               |   |
| 8 | e4 preto peão · f4 preto rei · a3 branco torre · h2 preto torre · e1 branco rei | e4 preto peão · f4 preto rei · a3 branco torre · h2 preto torre · e1 branco rei | e4 preto peão · f4 preto rei · a3 branco torre · h2 preto torre · e1 branco rei | e4 preto peão · f4 preto rei · a3 branco torre · h2 preto torre · e1 branco rei | e4 preto peão · f4 preto rei · a3 branco torre · h2 preto torre · e1 branco rei | e4 preto peão · f4 preto rei · a3 branco torre · h2 preto torre · e1 branco rei | e4 preto peão · f4 preto rei · a3 branco torre · h2 preto torre · e1 branco rei | e4 preto peão · f4 preto rei · a3 branco torre · h2 preto torre · e1 branco rei | 8 |
| 7 | e4 preto peão · f4 preto rei · a3 branco torre · h2 preto torre · e1 branco rei | e4 preto peão · f4 preto rei · a3 branco torre · h2 preto torre · e1 branco rei | e4 preto peão · f4 preto rei · a3 branco torre · h2 preto torre · e1 branco rei | e4 preto peão · f4 preto rei · a3 branco torre · h2 preto torre · e1 branco rei | e4 preto peão · f4 preto rei · a3 branco torre · h2 preto torre · e1 branco rei | e4 preto peão · f4 preto rei · a3 branco torre · h2 preto torre · e1 branco rei | e4 preto peão · f4 preto rei · a3 branco torre · h2 preto torre · e1 branco rei | e4 preto peão · f4 preto rei · a3 branco torre · h2 preto torre · e1 branco rei | 7 |
| 6 | e4 preto peão · f4 preto rei · a3 branco torre · h2 preto torre · e1 branco rei | e4 preto peão · f4 preto rei · a3 branco torre · h2 preto torre · e1 branco rei | e4 preto peão · f4 preto rei · a3 branco torre · h2 preto torre · e1 branco rei | e4 preto peão · f4 preto rei · a3 branco torre · h2 preto torre · e1 branco rei | e4 preto peão · f4 preto rei · a3 branco torre · h2 preto torre · e1 branco rei | e4 preto peão · f4 preto rei · a3 branco torre · h2 preto torre · e1 branco rei | e4 preto peão · f4 preto rei · a3 branco torre · h2 preto torre · e1 branco rei | e4 preto peão · f4 preto rei · a3 branco torre · h2 preto torre · e1 branco rei | 6 |
| 5 | e4 preto peão · f4 preto rei · a3 branco torre · h2 preto torre · e1 branco rei | e4 preto peão · f4 preto rei · a3 branco torre · h2 preto torre · e1 branco rei | e4 preto peão · f4 preto rei · a3 branco torre · h2 preto torre · e1 branco rei | e4 preto peão · f4 preto rei · a3 branco torre · h2 preto torre · e1 branco rei | e4 preto peão · f4 preto rei · a3 branco torre · h2 preto torre · e1 branco rei | e4 preto peão · f4 preto rei · a3 branco torre · h2 preto torre · e1 branco rei | e4 preto peão · f4 preto rei · a3 branco torre · h2 preto torre · e1 branco rei | e4 preto peão · f4 preto rei · a3 branco torre · h2 preto torre · e1 branco rei | 5 |
| 4 | e4 preto peão · f4 preto rei · a3 branco torre · h2 preto torre · e1 branco rei | e4 preto peão · f4 preto rei · a3 branco torre · h2 preto torre · e1 branco rei | e4 preto peão · f4 preto rei · a3 branco torre · h2 preto torre · e1 branco rei | e4 preto peão · f4 preto rei · a3 branco torre · h2 preto torre · e1 branco rei | e4 preto peão · f4 preto rei · a3 branco torre · h2 preto torre · e1 branco rei | e4 preto peão · f4 preto rei · a3 branco torre · h2 preto torre · e1 branco rei | e4 preto peão · f4 preto rei · a3 branco torre · h2 preto torre · e1 branco rei | e4 preto peão · f4 preto rei · a3 branco torre · h2 preto torre · e1 branco rei | 4 |
| 3 | e4 preto peão · f4 preto rei · a3 branco torre · h2 preto torre · e1 branco rei | e4 preto peão · f4 preto rei · a3 branco torre · h2 preto torre · e1 branco rei | e4 preto peão · f4 preto rei · a3 branco torre · h2 preto torre · e1 branco rei | e4 preto peão · f4 preto rei · a3 branco torre · h2 preto torre · e1 branco rei | e4 preto peão · f4 preto rei · a3 branco torre · h2 preto torre · e1 branco rei | e4 preto peão · f4 preto rei · a3 branco torre · h2 preto torre · e1 branco rei | e4 preto peão · f4 preto rei · a3 branco torre · h2 preto torre · e1 branco rei | e4 preto peão · f4 preto rei · a3 branco torre · h2 preto torre · e1 branco rei | 3 |
| 2 | e4 preto peão · f4 preto rei · a3 branco torre · h2 preto torre · e1 branco rei | e4 preto peão · f4 preto rei · a3 branco torre · h2 preto torre · e1 branco rei | e4 preto peão · f4 preto rei · a3 branco torre · h2 preto torre · e1 branco rei | e4 preto peão · f4 preto rei · a3 branco torre · h2 preto torre · e1 branco rei | e4 preto peão · f4 preto rei · a3 branco torre · h2 preto torre · e1 branco rei | e4 preto peão · f4 preto rei · a3 branco torre · h2 preto torre · e1 branco rei | e4 preto peão · f4 preto rei · a3 branco torre · h2 preto torre · e1 branco rei | e4 preto peão · f4 preto rei · a3 branco torre · h2 preto torre · e1 branco rei | 2 |
| 1 | e4 preto peão · f4 preto rei · a3 branco torre · h2 preto torre · e1 branco rei | e4 preto peão · f4 preto rei · a3 branco torre · h2 preto torre · e1 branco rei | e4 preto peão · f4 preto rei · a3 branco torre · h2 preto torre · e1 branco rei | e4 preto peão · f4 preto rei · a3 branco torre · h2 preto torre · e1 branco rei | e4 preto peão · f4 preto rei · a3 branco torre · h2 preto torre · e1 branco rei | e4 preto peão · f4 preto rei · a3 branco torre · h2 preto torre · e1 branco rei | e4 preto peão · f4 preto rei · a3 branco torre · h2 preto torre · e1 branco rei | e4 preto peão · f4 preto rei · a3 branco torre · h2 preto torre · e1 branco rei | 1 |
|   | a                                                                               | b                                                                               | c                                                                               | d                                                                               | e                                                                               | f                                                                               | g                                                                               | h                                                                               |   |

O diagrama mostra um exemplo da posição de Philidor.  As características importantes da posição, do ponto de vista do defensor, são:
- O Rei defensor (Branco neste exemplo) está na casa de promoção, ou numa adjacente do peão adversário.
- O Peão adversário pode estar em qualquer coluna mas não deve ter alcançado a terceira fileira do defensor (a sexta, do ponto de vista do adversário).
- O Rei adversário está além da terceira fileira.
- A Torre defensora está na terceira fileira, impedindo o avanço do Rei adversário a esta fileira.

As Pretas tentarão mover o Rei para a casa e3 ameaçando o mate com a torre forçando o afastamento do Rei Branco da casa de promoção do Peão em e1.  A Torre branca evita isto.  Se as Pretas aplicarem um xeque ao Rei, as brancas simplesmente alternam o Rei entre as casas e1 e e2.  Se as Pretas oferecerem uma troca de torres, as Brancas devem aceitar, uma vez que o resultado de um final de Peão e Rei é um empate (veja:Rei e Peão contra Rei em finais).
Então, a única chance progresso para as Pretas é o avanco do peão para a terceira fila.  A estratégia do defensor é manter a torre nesta fileira até o Peão ser avançado, e então aplicar  sucessivos xeques ao Rei  por trás.  Uma possível continuação seria:
1. ... Tb2
2. Tc3 Ta2
3. Tb3 e3
As Pretas planejam  jogar Rf3, e não havendo oposição, aplicar o xeque-mate com a Torre ou o Peão avançado. As Brancas então jogam:
4. Tb8!
Como agora o Rei preto não pode se mover para e3, é seguro para a torre se mover para o fundo do tabuleiro (a sétima ou oitava fila do defensor).  Note que 4.Tb4+ (??) perde imediatamente para 4...Rf3 com as Pretas vencendo ou forçando a troca de Torres seguida por Rf2 e a promoção do peão.
4. ... Rf3
5. Tf8+ Re4
6. Te8+
Agora o Rei preto não pode se defender do xeque sem se afastar do Peão, ou se aproximar da Torre:
6. ... Rf4
7. Tf8+ Re5
8. Te8+
A Torre defensora precisa estar na sétima ou oitava fila para esta defesa funcionar.

## Dama versus Torre
|   | a                                                                | b                                                                | c                                                                | d                                                                | e                                                                | f                                                                | g                                                                | h                                                                |   |
| 8 | b8 preto rei · b7 preto torre · c6 branco rei · a5 branco rainha | b8 preto rei · b7 preto torre · c6 branco rei · a5 branco rainha | b8 preto rei · b7 preto torre · c6 branco rei · a5 branco rainha | b8 preto rei · b7 preto torre · c6 branco rei · a5 branco rainha | b8 preto rei · b7 preto torre · c6 branco rei · a5 branco rainha | b8 preto rei · b7 preto torre · c6 branco rei · a5 branco rainha | b8 preto rei · b7 preto torre · c6 branco rei · a5 branco rainha | b8 preto rei · b7 preto torre · c6 branco rei · a5 branco rainha | 8 |
| 7 | b8 preto rei · b7 preto torre · c6 branco rei · a5 branco rainha | b8 preto rei · b7 preto torre · c6 branco rei · a5 branco rainha | b8 preto rei · b7 preto torre · c6 branco rei · a5 branco rainha | b8 preto rei · b7 preto torre · c6 branco rei · a5 branco rainha | b8 preto rei · b7 preto torre · c6 branco rei · a5 branco rainha | b8 preto rei · b7 preto torre · c6 branco rei · a5 branco rainha | b8 preto rei · b7 preto torre · c6 branco rei · a5 branco rainha | b8 preto rei · b7 preto torre · c6 branco rei · a5 branco rainha | 7 |
| 6 | b8 preto rei · b7 preto torre · c6 branco rei · a5 branco rainha | b8 preto rei · b7 preto torre · c6 branco rei · a5 branco rainha | b8 preto rei · b7 preto torre · c6 branco rei · a5 branco rainha | b8 preto rei · b7 preto torre · c6 branco rei · a5 branco rainha | b8 preto rei · b7 preto torre · c6 branco rei · a5 branco rainha | b8 preto rei · b7 preto torre · c6 branco rei · a5 branco rainha | b8 preto rei · b7 preto torre · c6 branco rei · a5 branco rainha | b8 preto rei · b7 preto torre · c6 branco rei · a5 branco rainha | 6 |
| 5 | b8 preto rei · b7 preto torre · c6 branco rei · a5 branco rainha | b8 preto rei · b7 preto torre · c6 branco rei · a5 branco rainha | b8 preto rei · b7 preto torre · c6 branco rei · a5 branco rainha | b8 preto rei · b7 preto torre · c6 branco rei · a5 branco rainha | b8 preto rei · b7 preto torre · c6 branco rei · a5 branco rainha | b8 preto rei · b7 preto torre · c6 branco rei · a5 branco rainha | b8 preto rei · b7 preto torre · c6 branco rei · a5 branco rainha | b8 preto rei · b7 preto torre · c6 branco rei · a5 branco rainha | 5 |
| 4 | b8 preto rei · b7 preto torre · c6 branco rei · a5 branco rainha | b8 preto rei · b7 preto torre · c6 branco rei · a5 branco rainha | b8 preto rei · b7 preto torre · c6 branco rei · a5 branco rainha | b8 preto rei · b7 preto torre · c6 branco rei · a5 branco rainha | b8 preto rei · b7 preto torre · c6 branco rei · a5 branco rainha | b8 preto rei · b7 preto torre · c6 branco rei · a5 branco rainha | b8 preto rei · b7 preto torre · c6 branco rei · a5 branco rainha | b8 preto rei · b7 preto torre · c6 branco rei · a5 branco rainha | 4 |
| 3 | b8 preto rei · b7 preto torre · c6 branco rei · a5 branco rainha | b8 preto rei · b7 preto torre · c6 branco rei · a5 branco rainha | b8 preto rei · b7 preto torre · c6 branco rei · a5 branco rainha | b8 preto rei · b7 preto torre · c6 branco rei · a5 branco rainha | b8 preto rei · b7 preto torre · c6 branco rei · a5 branco rainha | b8 preto rei · b7 preto torre · c6 branco rei · a5 branco rainha | b8 preto rei · b7 preto torre · c6 branco rei · a5 branco rainha | b8 preto rei · b7 preto torre · c6 branco rei · a5 branco rainha | 3 |
| 2 | b8 preto rei · b7 preto torre · c6 branco rei · a5 branco rainha | b8 preto rei · b7 preto torre · c6 branco rei · a5 branco rainha | b8 preto rei · b7 preto torre · c6 branco rei · a5 branco rainha | b8 preto rei · b7 preto torre · c6 branco rei · a5 branco rainha | b8 preto rei · b7 preto torre · c6 branco rei · a5 branco rainha | b8 preto rei · b7 preto torre · c6 branco rei · a5 branco rainha | b8 preto rei · b7 preto torre · c6 branco rei · a5 branco rainha | b8 preto rei · b7 preto torre · c6 branco rei · a5 branco rainha | 2 |
| 1 | b8 preto rei · b7 preto torre · c6 branco rei · a5 branco rainha | b8 preto rei · b7 preto torre · c6 branco rei · a5 branco rainha | b8 preto rei · b7 preto torre · c6 branco rei · a5 branco rainha | b8 preto rei · b7 preto torre · c6 branco rei · a5 branco rainha | b8 preto rei · b7 preto torre · c6 branco rei · a5 branco rainha | b8 preto rei · b7 preto torre · c6 branco rei · a5 branco rainha | b8 preto rei · b7 preto torre · c6 branco rei · a5 branco rainha | b8 preto rei · b7 preto torre · c6 branco rei · a5 branco rainha | 1 |
|   | a                                                                | b                                                                | c                                                                | d                                                                | e                                                                | f                                                                | g                                                                | h                                                                |   |

Se as Pretas jogam, elas rapidamente perdem a Torre com um garfo ou até mesmo o jogo com ...Rc8. Por exemplo,
1. ... Tb1
2. Dd8+ Ra7
3. Dd4+ Ra8
4. Dh8+ Ra7
5. Dh7+ 
Se as Brancas jogam, elas deverão passar a vez as Pretas mantendo sua posição. Isto pode ser facilmente conseguido com uma triangulação característica do xadrez:
1. De5+ Ra8
2. Da1+ Rb8
3. Da5
A posição permanece a mesma mas a vez de jogar é das Pretas (e é um Zugzwang)

## Torre e bispo contra torre
|   | a                                                                                 | b                                                                                 | c                                                                                 | d                                                                                 | e                                                                                 | f                                                                                 | g                                                                                 | h                                                                                 |   |
| 8 | d8 preto rei · f7 branco torre · d6 branco rei · d5 branco bispo · e2 preto torre | d8 preto rei · f7 branco torre · d6 branco rei · d5 branco bispo · e2 preto torre | d8 preto rei · f7 branco torre · d6 branco rei · d5 branco bispo · e2 preto torre | d8 preto rei · f7 branco torre · d6 branco rei · d5 branco bispo · e2 preto torre | d8 preto rei · f7 branco torre · d6 branco rei · d5 branco bispo · e2 preto torre | d8 preto rei · f7 branco torre · d6 branco rei · d5 branco bispo · e2 preto torre | d8 preto rei · f7 branco torre · d6 branco rei · d5 branco bispo · e2 preto torre | d8 preto rei · f7 branco torre · d6 branco rei · d5 branco bispo · e2 preto torre | 8 |
| 7 | d8 preto rei · f7 branco torre · d6 branco rei · d5 branco bispo · e2 preto torre | d8 preto rei · f7 branco torre · d6 branco rei · d5 branco bispo · e2 preto torre | d8 preto rei · f7 branco torre · d6 branco rei · d5 branco bispo · e2 preto torre | d8 preto rei · f7 branco torre · d6 branco rei · d5 branco bispo · e2 preto torre | d8 preto rei · f7 branco torre · d6 branco rei · d5 branco bispo · e2 preto torre | d8 preto rei · f7 branco torre · d6 branco rei · d5 branco bispo · e2 preto torre | d8 preto rei · f7 branco torre · d6 branco rei · d5 branco bispo · e2 preto torre | d8 preto rei · f7 branco torre · d6 branco rei · d5 branco bispo · e2 preto torre | 7 |
| 6 | d8 preto rei · f7 branco torre · d6 branco rei · d5 branco bispo · e2 preto torre | d8 preto rei · f7 branco torre · d6 branco rei · d5 branco bispo · e2 preto torre | d8 preto rei · f7 branco torre · d6 branco rei · d5 branco bispo · e2 preto torre | d8 preto rei · f7 branco torre · d6 branco rei · d5 branco bispo · e2 preto torre | d8 preto rei · f7 branco torre · d6 branco rei · d5 branco bispo · e2 preto torre | d8 preto rei · f7 branco torre · d6 branco rei · d5 branco bispo · e2 preto torre | d8 preto rei · f7 branco torre · d6 branco rei · d5 branco bispo · e2 preto torre | d8 preto rei · f7 branco torre · d6 branco rei · d5 branco bispo · e2 preto torre | 6 |
| 5 | d8 preto rei · f7 branco torre · d6 branco rei · d5 branco bispo · e2 preto torre | d8 preto rei · f7 branco torre · d6 branco rei · d5 branco bispo · e2 preto torre | d8 preto rei · f7 branco torre · d6 branco rei · d5 branco bispo · e2 preto torre | d8 preto rei · f7 branco torre · d6 branco rei · d5 branco bispo · e2 preto torre | d8 preto rei · f7 branco torre · d6 branco rei · d5 branco bispo · e2 preto torre | d8 preto rei · f7 branco torre · d6 branco rei · d5 branco bispo · e2 preto torre | d8 preto rei · f7 branco torre · d6 branco rei · d5 branco bispo · e2 preto torre | d8 preto rei · f7 branco torre · d6 branco rei · d5 branco bispo · e2 preto torre | 5 |
| 4 | d8 preto rei · f7 branco torre · d6 branco rei · d5 branco bispo · e2 preto torre | d8 preto rei · f7 branco torre · d6 branco rei · d5 branco bispo · e2 preto torre | d8 preto rei · f7 branco torre · d6 branco rei · d5 branco bispo · e2 preto torre | d8 preto rei · f7 branco torre · d6 branco rei · d5 branco bispo · e2 preto torre | d8 preto rei · f7 branco torre · d6 branco rei · d5 branco bispo · e2 preto torre | d8 preto rei · f7 branco torre · d6 branco rei · d5 branco bispo · e2 preto torre | d8 preto rei · f7 branco torre · d6 branco rei · d5 branco bispo · e2 preto torre | d8 preto rei · f7 branco torre · d6 branco rei · d5 branco bispo · e2 preto torre | 4 |
| 3 | d8 preto rei · f7 branco torre · d6 branco rei · d5 branco bispo · e2 preto torre | d8 preto rei · f7 branco torre · d6 branco rei · d5 branco bispo · e2 preto torre | d8 preto rei · f7 branco torre · d6 branco rei · d5 branco bispo · e2 preto torre | d8 preto rei · f7 branco torre · d6 branco rei · d5 branco bispo · e2 preto torre | d8 preto rei · f7 branco torre · d6 branco rei · d5 branco bispo · e2 preto torre | d8 preto rei · f7 branco torre · d6 branco rei · d5 branco bispo · e2 preto torre | d8 preto rei · f7 branco torre · d6 branco rei · d5 branco bispo · e2 preto torre | d8 preto rei · f7 branco torre · d6 branco rei · d5 branco bispo · e2 preto torre | 3 |
| 2 | d8 preto rei · f7 branco torre · d6 branco rei · d5 branco bispo · e2 preto torre | d8 preto rei · f7 branco torre · d6 branco rei · d5 branco bispo · e2 preto torre | d8 preto rei · f7 branco torre · d6 branco rei · d5 branco bispo · e2 preto torre | d8 preto rei · f7 branco torre · d6 branco rei · d5 branco bispo · e2 preto torre | d8 preto rei · f7 branco torre · d6 branco rei · d5 branco bispo · e2 preto torre | d8 preto rei · f7 branco torre · d6 branco rei · d5 branco bispo · e2 preto torre | d8 preto rei · f7 branco torre · d6 branco rei · d5 branco bispo · e2 preto torre | d8 preto rei · f7 branco torre · d6 branco rei · d5 branco bispo · e2 preto torre | 2 |
| 1 | d8 preto rei · f7 branco torre · d6 branco rei · d5 branco bispo · e2 preto torre | d8 preto rei · f7 branco torre · d6 branco rei · d5 branco bispo · e2 preto torre | d8 preto rei · f7 branco torre · d6 branco rei · d5 branco bispo · e2 preto torre | d8 preto rei · f7 branco torre · d6 branco rei · d5 branco bispo · e2 preto torre | d8 preto rei · f7 branco torre · d6 branco rei · d5 branco bispo · e2 preto torre | d8 preto rei · f7 branco torre · d6 branco rei · d5 branco bispo · e2 preto torre | d8 preto rei · f7 branco torre · d6 branco rei · d5 branco bispo · e2 preto torre | d8 preto rei · f7 branco torre · d6 branco rei · d5 branco bispo · e2 preto torre | 1 |
|   | a                                                                                 | b                                                                                 | c                                                                                 | d                                                                                 | e                                                                                 | f                                                                                 | g                                                                                 | h                                                                                 |   |

Outra posição estudada e nomeada de Philidor é um final de torre e bispo contra torre (diagrama).  A branca vence porque o seu rei alcançou a sexta linha e o rei preto não está bem posicionado (o rei branco lhe faz oposição) .  Se esse tipo de posição ocorre, é em virtude de um plano estratégico de defesa equivocado.  No entanto, não se trata de uma vitória fácil de ser consumada .